# Їфтах
Їфтах, Єфта, Єфтай (івр. יפתח — він відкриє) — біблійний персонаж Епохи Суддів, був протягом шести років одним із суддів Ізраїля. Його матір'ю була блудниця з Ґілеаду — місцевості на східному березі річки Йордан, що належала племені Манасії. Їфтах був позбавлений своїми братами спадщини та вигнаний з дому. Він пішов у пустелю в землі Тов і там став отаманом зграї грабіжників. Пізніше Їфтах став на чолі ізраїльського народу у боротьбі проти аммонитян (Сд. 10:1 — Сд. 12:7), яким був відданий на гноблення на 18 років за своє невірство (Сд. 10:6-8). Відомий своєю обітницею Ягве.

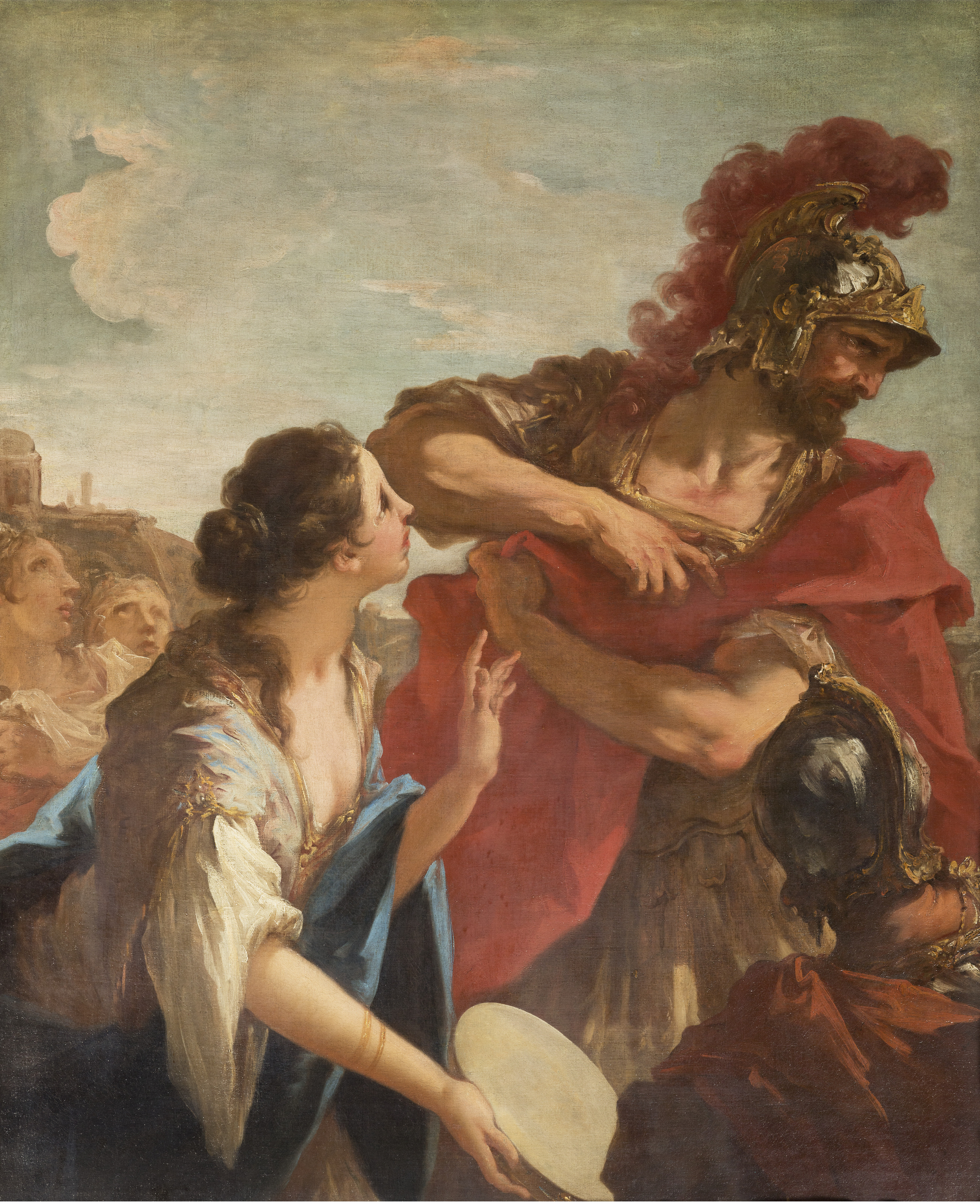
Повернення Їфтаха, Джованні Антоніо Пеллегріні

## Визволення від ярма та обітниця Їфтаха
Коли ізраїльський народ більше не мав терпіння перебувати під руйнівним ярмом аммонитян, він викинув інших божків зі святилищ і зібрав військо у Міцрі (Сд. 10:16-17). Оскільки не було військового ватажка, то старійшини народу звернувся до Їфтаха з благанням про допомогу і щоб він став на чолі війська, а потім і народу, коли розіб'є ворога. Їфтах пробував залагодити з аммонитянами конфлікт мирним шляхом, проте це йому не вдалося. Тоді, коли війна стала очевидною, Їфтах дав обітницю Богові:
Після перемоги над аммонитянами назустріч Їфтаху вийшла його єдина дочка. Дізнавшись про обітницю, вона попросила батька тільки відпустити її на два місяці, щоб вона з подругами могла оплакати в горах свою долю. Через два місяці вона повернулася та була принесена в жертву. Йосип Флавій у Юдейських старожитностях переповідає історію Їфтаха, описану у Книзі Суддів, проте вказує, що це жертвопринесення було незаконне (Т. 5. гл. 7, розд. 10). На це вказує також і остання фраза 11 глави Книги Суддів: «рік-річно ходять Ізраїлеві дочки плакати за дочкою ґілеадянина Їфтаха, чотири дні в році» (Сд. 11:40).

## Боротьба проти коліна Ефраїма
У той час плем'я Ефраїма заздрісно дивилося на перемогу Їфтаха і насторожилось його успіхам: «І були скликані Єфремові люди, і перейшли на північ та й сказали до Їфтаха: Чому перейшов ти Йордан, щоб воювати з Аммоновими синами, а нас не покликав піти з собою? Ми спалимо вогнем твій дім із тобою.(Сд. 12:1)».
Тоді Їфтах зібравши всіх мешканців Ґілеаду, воював з плем'ям Єфраїма та розбив його. Негайно після перемоги він велів зайняти всі переправи через Йордан, щоб перешкодити проникнути переможеним на свої території та змішатися з населенням:

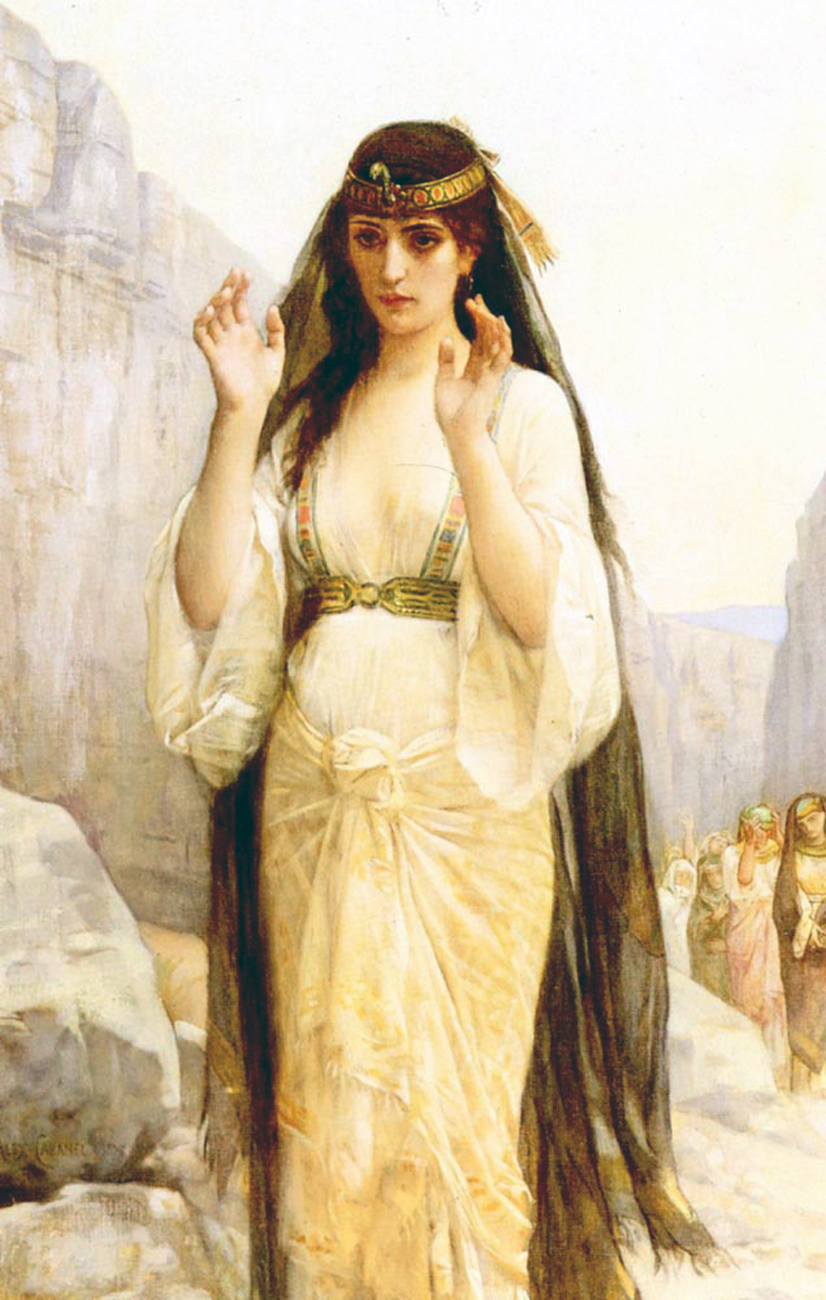
Дочка Їфтаха Александр Кабанель (1879)

 В діалекті єврейської мови племені Ефраїма не було звуку «ш» та його носії не могли правильно (твердо) відтворити слово. Буквально «Шібболет» означає «потік води» (як в Пс. 68:3-16), тоді як «сібболет » — «ярмо». Кількість вбитих становила 42 000 осіб.

## У мистецтві
Біблійний сюжет з Їфтахом надихнув багатьох митців до написання своїх музичних художніх та літературних творів:
- Jephte чи Historia di Jephta — ораторія Джакомо Каррісіні (1650)
- Їфтах — ораторія Георга Фрідріха Генделя (1752)
- Обітниця Їфтаха — опера Джакомо Мейєрбера (1812)
- Їфтах та його дочка — вірш Джорджа Байрона у Hebrew Melodies (1815)
- Їфтах та його дочка — роман Ліона Фойхтванґера (1955—1957)
- Дочка Їфтаха — оповідання Ґертруд фон ле Форт (1964)
- Їфтах та його дочка — ораторії Вольфґанґа Штокмаєра за текстом Ліона Фойхтванґера (1995)